# Hebron (Wisconsin)
Hebron – miasto w Stanach Zjednoczonych, w stanie Wisconsin, w hrabstwie Jefferson.